# Castillo de Cola
El Castillo de Cola, también conocido como Castro da Cola o Ciudad de Marrachique, está situado en el Alentejo, en la parroquia, ciudad y municipio de Ourique, distrito de Beja, Portugal. Situado en una posición dominante sobre una pequeña colina, hay poca información histórica sobre este importante sitio arqueológico. Los restos encontrados en el sitio revelan una larga ocupación humana, desde la prehistoria hasta la Edad Moderna, pasando por los dominios  romanos e  islámicos. Junto al Castro da Cola hay un santuario cristiano, dedicado a Nossa Senhora da Cola.

## Historia

### Construcción y período romano
Según el historiador José Leite de Vasconcelos, las ruinas de Cola pertenecieron a un castro anterior al período romano, tal vez del Neolítico tardío o del Calcolítico, debido a los rastros encontrados en el sitio. Los rastros encontrados en el sitio permitieron una posterior identificación cronológica en las  edades del cobre, el  bronce y el  hierro. Una de las principales razones de la continua ocupación del sitio fue su ubicación, que facilitó la defensa, al estar situado en la cima de una colina rodeado casi en su totalidad por líneas de agua, y al mismo tiempo permitió la vigilancia de una de las principales vías de comunicación de la región, ya que se encontraba sobre el río Mira. Por otra parte, estaba situado en una zona rica en mineral de cobre y tierras fértiles, y tenía fácil comunicación debido a la presencia del río. El castro fue entonces utilizado durante la dominación romana y cristiana, según un proceso de adaptación de la religión pagana al cristianismo Fue ocupado por fenicios o cartagineses, y los rastros relativos al período romano fueron insuficientes para permitir una conclusión.

### Período medieval
En la Alta Edad Media existen importantes testimonios del período musulmán, a partir del siglo VIII, que indican una importante comunidad, basada en la actividad agrícola y ganadera, en la que el tejido desempeñaba un papel importante. Data este período, o del posterior, cristiano, el primitivo complejo defensivo, integrado por una fortificación principal y defensas secundarias. La ocupación musulmana se demostró con la presencia de los bienes de ese período, especialmente la cerámica. Así, el hisn o pequeño castillo de Cola pasó a formar parte de un conjunto de fortificaciones islámicas, que protegían las fronteras marítimas y terrestres.
Estas investigaciones van en contra de la suposición aceptada de que, durante la ocupación musulmana, la defensa primitiva de la villa dio paso a un pequeño castillo, que, en la época de la reconquista cristiana de la península, pasó a manos de los portugueses durante el reinado del rey  Alfonso III (1248-1279). Este soberano habría ordenado la reparación de sus muros.
El Castillo de Cola fue ocupado hasta el siglo XV, habiéndose adelantado la teoría de que sería la capital del antiguo condado de Marachique, que formaría parte de la región dominada por Silves. De hecho, hay dos sitios cercanos con nombres similares, Marchicão y Marchica, que pueden permitir identificar el Castillo de Cola como Mardjiq, una aldea que habría sido conquistada por las fuerzas de Al-Mundhir e Ibn Wasir, antes de que conquistaran la ciudad de  Beja.
Es del siglo XVI la primera referencia documental sobre estos restos arqueológicos, en la sentencia de André de Resende, humanista portugués, que habría visitado este Castro en 1573.
Junto a las ruinas se construyó el Santuario de Castro da Cola, dedicado a Nuestra Señora de Cola, al que se organizan regularmente peregrinaciones. Según una leyenda popular, fue en el lugar del santuario donde apareció una imagen de Nuestra Señora de Cola. Los habitantes construyeron una ermita en otro lugar, donde guardaban la imagen, aunque regresaba sola al lugar donde se encontraba, y cuando se hacía una peregrinación para devolver la imagen a la nueva ermita, era tan pesada en el camino que obligaba a los porteadores a volver. Según José Leite de Vasconcelos, esta leyenda es similar a otras que había registrado, algunas de ellas muy antiguas. Otra leyenda asociada al lugar es que durante el período moro se oía por la mañana, el día de San Juan, una campana que daba al monte el nombre popular de Fonte do Moinho do Sino o Pego do Sino. Una tercera creencia popular vinculada al monte Castro da Cola es que las mujeres que se resbalaban en una losa natural cerca de uno de los barrancos, llamada piedra resbaladiza, tendrían más éxito durante un parto. Debido a esta leyenda, era común ver a la gente local deslizándose en la losa en días festivos, y  José Leite de Vasconcelos mencionó que ya se había formado un gran surco en la piedra. Según el investigador, leyendas similares a ésta se han encontrado en otros lugares del país y en Francia.

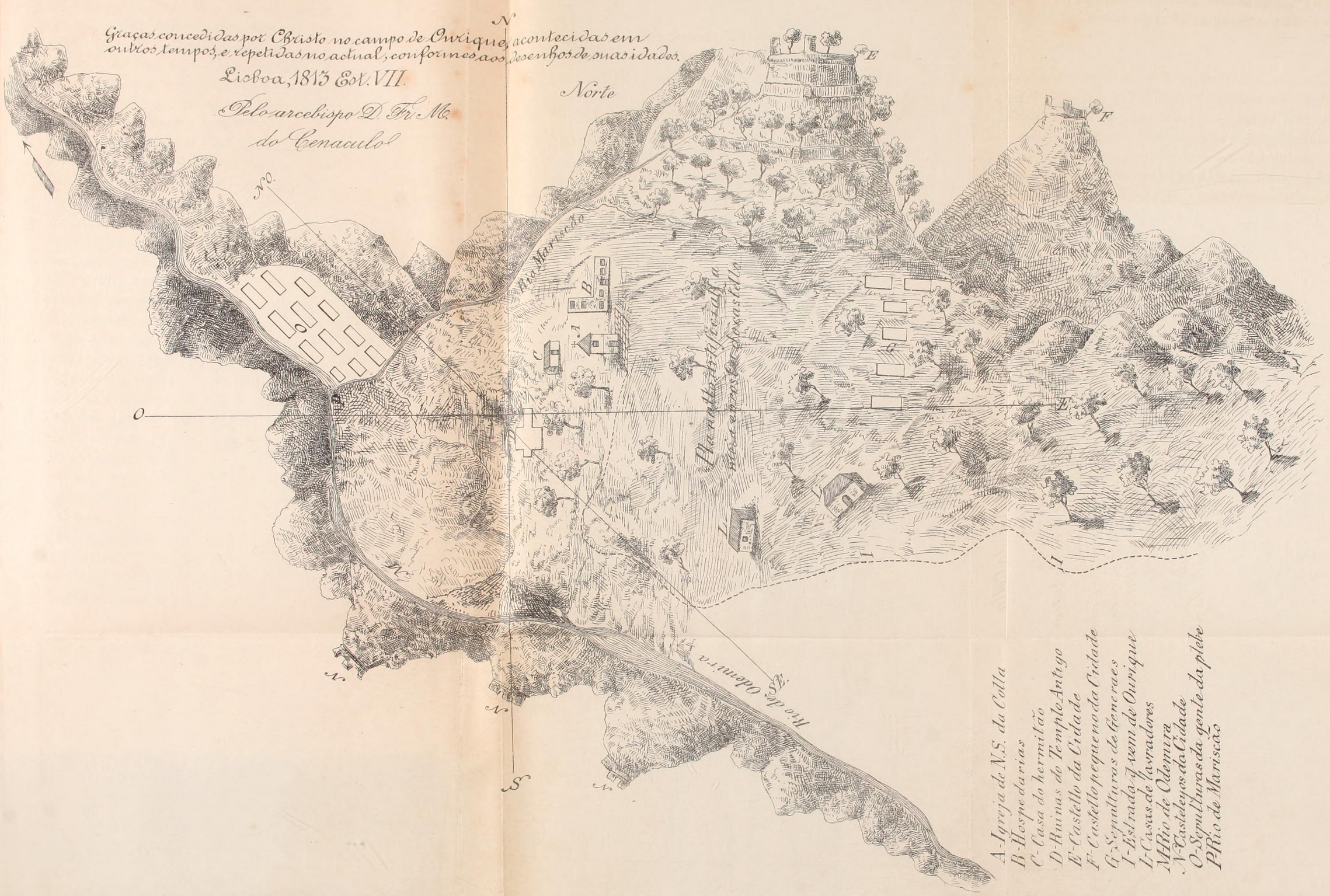
Mapa del Castillo de Cola, realizado en 1813 por el fraile Manuel do Cenaculo, y posteriormente copiado por Estácio da Veiga en 1891.

### Redescubrimiento
Las ruinas de Castro da Cola son conocidas por los historiadores desde hace medio milenio, habiendo sido mencionadas por André de Resende, Manuel do Cenáculo, Gabriel Pereira y Estácio da Veiga. En 1897, el sitio fue investigado por  José Leite de Vasconcelos, durante una excursión a la región del Bajo Alentejo.
En su libro Antiguidades Monumentaes do Algarve: Tempos Prehistoricos, publicado en 1891, Estácio da Veiga incluyó un texto de Gabriel de Pereira, de Notas de Arqueología de 1879, donde mencionaba que el sitio de la Colla había sido visitado en 1573 por André de Resende y el rey D. sebastião, y unos dos siglos más tarde por Frei Manuel do Cenáculo. Este religioso elaboró un mapa que luego reprodujo Estácio da Veiga, y describió el Castillo de Colla en su obra Cuidados litterarios del prelado de Beja en gracia de su obispado, de 1791: 

Una legua de Castro por el Sur, en difícil montaña, en el lugar de S. Pedro das Cabeças ha signaes de fortaleza... y de otros, uno de los Reyes, otro de las Juntas; [...] El de la Señora de la Colla tiene más de 800 escalones en circuito, en una inminencia impracticable por todos lados, quedando en uno de los delles la unión de dos arroyos (Odemira, Mariscão). En los puntales de las colinas que la rodean por dos lados hay rastros de vados que eran una especie de reductos, y torres de vigilancia, que advertían, y dificultaban el paso, dispuestos de habitación en habitación de legua y menos. La idea de que hoy en día se puedan formar los restos de los vencejos, para que los no vencejos puedan avanzar en las excavaciones, es de juicio incierto en muchos aspectos: podrían ser de los romanos, moros y tal vez de los antiguos lusitanos que vivían "más espartanos", como dice Strabão. Las paredes tienen 12 palmas de ancho, sin la aleación de Vitruvio; en parte están formadas por secas lagunas superpuestas. La fortaleza de la Colla tiene como centro una antigua cisterna: la valla consiste en una simple cortina de la que emerge una obra angular de muy pequeña extensión de un espacio a otro, y quizás sean sus bastiones. Hay dos espacios e intervallos más divididos por dos antemuros, sin ningún trabajo de reinstalación capaz de cometer errores, pero tal y como les serviría en lugar de revelar o media luna. Los pequeños cuerpos angulares podrían usarse para flanquear las torres de lanzamiento. No había rastros de torres, y no servían para nada, porque las fortalezas eran caballerosas, y ganaban cualquier elevación de tierra... en la orilla de uno de los arroyos están por mucho tiempo las tumbas; en la ladera de la montaña encontramos seis tumbas, y algunas de 25 palmas en un cuadro.

Cenáculo dice que vio un capitel y varias lápidas con caracteres fenicios o turcos, y largas cepas de acero o bronce ya bastante calcinadas, sin borde, con puños poco gruesos y con virotes planos y gruesos.
Este sitio arqueológico está clasificado como Monumento Nacional por Decreto publicado el 23 de junio de 1910. El arqueólogo Abel Viana fue el pionero en su estudio sistemático, basado en las leyendas locales que se referían a un tesoro de la "moura encantada". La investigación arqueológica que comenzó en 1958 fue suspendida por su muerte en 1964.
El 30 de enero de 2019 se publicó el Decreto-Ley 22/2019, por el que se transfieren las responsabilidades de gestión y conservación de varios monumentos del gobierno a las autoridades locales, entre ellos el Castro da Cola, que pasó al municipio de Ourique. En abril de 2019 se lanzó la obra VII Cadernos Culturais d'Ourique, que incluye el artículo Marachique/Castro da Cola, al final del período islámico: reflexiones sobre su Muṣallā, de António Rafael Carvalho.

## Descripción

### Ubicación y composición
Las ruinas y el Santuario de Castro da Cola se encuentran en una colina rodeada por tres lados por líneas de agua, al oeste y al norte por dos barrancos, y al sur por el río Mira. Este sitio fue elegido por la facilidad de defensa, especialmente en las orillas de los barrancos, que eran bastante altas. El santuario incluye una fuente también dedicada a la Señora da Cola.
José Leite de Vasconcelos describió las ruinas de Castro da Cola como una serie de vertederos o fortines, llamados castelinhos por los habitantes de la región, con algunos grandes vertederos en la cima de la colina. También encontró una bóveda, cuyas paredes estaban enlucidas y pintadas y algunas partes del yeso fueron transportadas al Museo Etnológico. Leite de Vasconcelos también informó de la presencia de rastros de un edificio al oeste del Santuario, que fue identificado popularmente como la antigua capilla, y de otros vados a cierta distancia del santuario, conocidos como los Castelinhos más allá del País de Azinhal. Según un análisis de los edificios y la finca encontrados en el lugar, la fortaleza habrá sido objeto de varias campañas de construcción a lo largo de su historia.

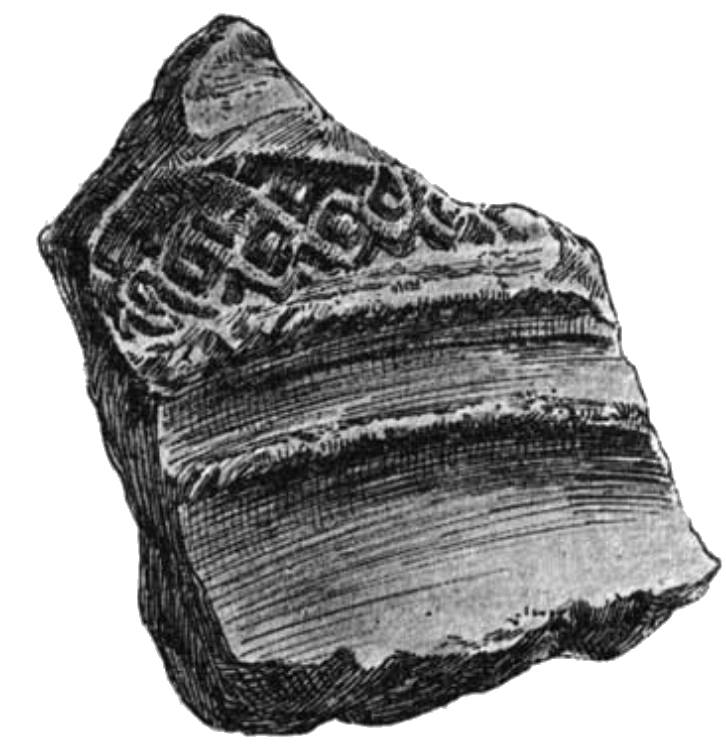
Gárgala ornamentada de un contentor, recogido por José Leite de Vasconcelos en 1897.

### Colección
Entre las piezas encontradas por José Leite de Vasconcelos en 1897 había dos fragmentos de pilares de columnas de piedra caliza, piedras ensambladas, ladrillos gruesos, imbricados y un cuello ornamentado, que el investigador calculó que eran de la época romana. Del período prerromano, descubrió dos piedras de molino de forma cóncava y una piedra de forma redonda, que sería un precursor, y que tenía una ranura en su diámetro, probablemente debido al uso de una correa de cuero o una cuerda, que la unía a una soga. Leite de Vasconcelos adelantó que estas piezas serían del período Neolítico tardío o de los principios del calcolítico.